# Lorisidae
Los lorísidos (Lorisidae) son una familia de primates strepsirrinos conocidos como "loris" o "potos". Habitan en África central y el Sudeste asiático.

## Descripción
Los loris tienen un pelaje tupido y lanoso, que suele ser gris o marrón, más oscuro en la parte superior. Los ojos son grandes y están orientados hacia delante. Las orejas son pequeñas y a menudo están parcialmente ocultas por el pelaje. Los pulgares son oponibles y el índice es corto. El segundo dedo de las patas traseras tiene una garra fina para acicalarse, típica de los estrepsirrinos. La cola es corta o inexistente. Alcanzan una longitud de 17 a 40 cm y un peso de entre 0,3 y 2 kg, según la especie.
Los loris son animales nocturnos y arbóreos. A diferencia de sus parientes cercanos, los gálagos, los loris nunca saltan. Algunos tienen movimientos lentos y deliberados, mientras que otros pueden moverse con cierta velocidad a través de las ramas. Anteriormente se pensaba que todos se movían lentamente, pero las investigaciones realizadas con luz roja demostraron que esto era incorrecto. No obstante, incluso las especies más rápidas se congelan o se mueven lentamente si escuchan o ven a un posible depredador. Este hábito de permanecer inmóviles cuando están en peligro solo es exitoso debido al entorno frondoso de su hogar en la jungla, que ayuda a ocultar su verdadera posición. Con sus fuertes manos se agarran de las ramas y no se los puede mover sin una fuerza significativa. La mayoría son solitarios o viven en pequeños grupos familiares.
Los loris se alimentan de frutas, invertebrados principalmente insectos o arácnidos, huevos de aves y pequeños vertebrados como lagartijas, ranas y pequeñas serpientes.
Los loris tienen un periodo de gestación de cuatro a seis meses y dan a luz a dos crías, que suelen abrazarse al vientre de la madre o esperar en nidos mientras la madre sale a buscar comida. Después de tres a nueve meses, según la especie, son destetados y alcanzan la madurez completa entre 10 y 18 meses. La esperanza de vida de los loris puede llegar a los 20 años.
Los loris perezosos del sudeste asiático producen una secreción de su glándula braquial (una glándula odorífera situada en la parte superior del brazo, entre la axila y el codo), que se lame y se mezcla con su saliva para formar una toxina que puede utilizarse como defensa. El loris rojo delgado de la India también posee glándulas braquiales, pero no se sabe con certeza si también sintetiza la toxina. Se cree que los potos carecen de glándulas braquiales, aunque producen secreciones tóxicas similares con sus glándulas anales.

## Clasificación
La familia se clasifica en cinco géneros y nueve especies:
- Familia Lorisidae 
  - Subfamilia Lorisinae
    - Género Loris
      - Loris lydekkerianus
      - Loris tardigradus

    - Género Nycticebus
      - Nycticebus bancanus[2]
      - Nycticebus bengalensis
      - Nycticebus borneaus[2]
      - Nycticebus coucang
      - Nycticebus javanicus[3]
      - Nycticebus kayan[2]
      - Nycticebus menagensis[4]
      - Nycticebus pygmaeus

  - Subfamilia Perodicticinae
    - Género Arctocebus
      - Arctocebus calabarensis
      - Arctocebus aureus

    - Género Perodicticus
      - Perodicticus potto

    - Género Pseudopotto
      - Pseudopotto martini